# Kostel Nejsvětější Trojice (Ostroměř)
Kostel Nejsvětější Trojice, často označovaný jako kaple Nejsvětější Trojice je římskokatolický, filiální, neorientovaný kostel v Ostroměři. Je situován při výjezdu z obce směrem na Jičín nedaleko od muzea Eduarda Štorcha a Karla Zemana.

## Historie
Kostel byl postaven v roce 1915 a je jedinou stavbou, která v obci byla během 1. světové války postavena.

## Bohoslužby
Pravidelné bohoslužby se konají v sobotu od 18.00.